# Рассказ инквизитора, или Трое удивительных детей и их святая собака
«Рассказ инквизитора, или Трое удивительных детей и их святая собака» (англ. The Inquisitor's Tale: Or, The Three Magical Children and Their Holy Dog) — исторический роман для подростков американского писателя Адама Гидвица о приключениях трёх детей со сверхспособностями и их святой собаки в средневековой Франции.
Книга с иллюстрациями Хатема Али, выполненными в стиле средневековых манускриптов, была опубликована в 2016 году в издательстве «Dutton Children's Books» и в 2017 году номинировалась на медаль Джона Ньюбери, вручаемой за выдающийся вклад в американскую литературу для детей.

## Сюжет
Повествование ведётся от лица нескольких рассказчиков — посетителей трактира «Святой перекрёсток» близ Парижа, которые стали свидетелями увиденных событий; действие разворачивается в начале марта 1242 года. Мари, пивоварша из городка Сент-Женевьев, рассказывает историю крестьянской девочки Жанны и её святого пса Гвенфорта. Второго героя, чернокожего послушника-сарацина Вильяма, представляет монах, который служит библиотекарем в монастыре Сен-Мартен. О третьем, обычном мальчике-еврее Джейкобе, повествует Арон, мясник из Ножан-сюр-Уаз. В качестве обрамления истории рассказываются последовательно с точки зрения Этьена, агента Святой инквизиции Папы Римского.
Каждый из детей обладает своей силой: Жанна способна видеть будущее, Вильям обладает сверхъестественной физической силой, а Якоб может залечить практически любую рану. Их преследует король Людовик IX после попытки детей противостоять событиям, последовавшим за Парижским диспутом, когда были сожжены сотни экземпляров Талмуда.

## История написания
Адам Гидвиц женат на Лорен Мансия, профессоре средневековой истории Бруклинского колледжа. Каждый год пара путешествует в Европу для исследований супруги, где Гидвиц познакомился со средневековыми легендами, одной из которых стал эпизод из жизни Святой Марфы, которая укротила дракона. О сожжении Талмуда в 1242 году автор узнал с мемориальной доски в Музее искусства и истории иудаизма в Париже, но ещё больше на написание романа его вдохновил гобелен из Байё.

## Перевод на русский язык
В 2018 году в издательстве «Карьера Пресс» в свет вышла книга «Рассказ инквизитора, или Трое удивительных детей и их святая собака» на русском языке в переводе Марии Галиной.

## Награды
В 2017 году Американская библиотечная ассоциация включила «Рассказ инквизитора» в список лауреатов медали Джона Ньюбери. Кроме того, в том же году роман стал бестселлером по версии «The New York Times» и удостоен литературной премии им. Сидни Тейлор.